# LSD (muziek)
LSD is een supergroep bestaande uit de Britse singer-songwriter Labrinth, de Australische zangeres Sia en de Amerikaanse dj Diplo. Op 3 mei 2018 maakten de artiesten hun samenwerking wereldkundig en lanceerden hun eerste single Genius.
Het debuutalbum Labrinth, Sia & Diplo Present… LSD werd 12 april 2019 gelanceerd, met daarop tien tracks.

## Discografie

### Singles
| Single met eventuele hitnotering(en) in de Nederlandse Top 40 | Datum van verschijnen | Datum van binnenkomst | Hoogste positie | Aantal weken | Opmerkingen |
| ------------------------------------------------------------- | --------------------- | --------------------- | --------------- | ------------ | ----------- |
| Genius                                                        | 2018                  | -                     | -               | -            |             |
| Audio                                                         | 2018                  | -                     | -               | -            |             |
| Thunderclouds                                                 | 2018                  | -                     | -               | -            |             |
| Mountains                                                     | 2018                  | -                     | -               | -            |             |
| No New Friends                                                | 2019                  | -                     | -               | -            |             |
| Heaven Can Wait                                               | 2019                  | -                     | -               | -            |             |

### Albums
| Album met eventuele hitnotering(en) in de Nederlandse Album Top 100 | Datum van verschijnen | Datum van binnenkomst | Hoogste positie | Aantal weken | Opmerkingen |
| ------------------------------------------------------------------- | --------------------- | --------------------- | --------------- | ------------ | ----------- |
| Labrinth, Sia & Diplo Present… LSD                                  | 12-04-2019            | 20-04-2019            | 16              | 6            |             |